# Fritz Sturm (Jurist)
Fritz Sturm (* 13. Juni 1929 in Konstanz; † 14. März 2015 in Echandens, Schweiz) war ein deutscher Rechtswissenschaftler.

## Leben
Sturm wurde als Sohn eines Amtsrichters und einer Oberregierungsrätin in Konstanz geboren, wo er das humanistische Heinrich-Suso-Gymnasium besuchte. Nach dem Abitur studierte er Klassische Altertumswissenschaften und Rechtswissenschaften in Tübingen, Lausanne, Genf, Bologna und Heidelberg. 1952 erwarb er das schweizerische Lizenziat in Lausanne, 1954 legte er das Referendarexamen in Heidelberg ab. Als Referendar wurde er als Dolmetscher vereidigt. Nach dem Zweiten Staatsexamen promovierte er 1957 in Lausanne mit einer preisgekrönten Dissertation über eine Cicerostelle.
Seine Universitätslaufbahn begann er als Wissenschaftlicher Assistent und Lehrbeauftragter in Heidelberg. 1964 folgte die Habilitation für Römisches Recht, Bürgerliches Recht, Internationales Privatrecht und Rechtsvergleichung in München und im gleichen Jahr die Berufung als außerordentlicher Professor nach Lausanne. Von 1966 bis 1971 war er Ordentlicher Professor in Mainz, von 1971 bis 1977 in Marburg und von 1977 bis zu seiner Emeritierung (1999) Inhaber des Lehrstuhls für deutsches Recht in Lausanne.
Als Gastprofessor war Sturm in Berlin, Poitiers, Krakau, Mailand, Rom,  Ferrara, Urbino, Tokio und Trient tätig.
Die Arbeitsschwerpunkte Sturms bildeten das Internationale Privatrecht in Gegenwart und Vergangenheit, das Familienrecht, das Erbrecht und das Staatsangehörigkeitsrecht, ferner die horizontale und vertikale Rechtsvergleichung sowie römisches Schuld- und Sachenrecht. Seit 1974 war er Mitglied der Familienrechts- und der Schuldrechtskommission des Deutschen Rats für das Internationale Privatrecht.

## Auszeichnungen
- 1958: Prix Bippert, Lausanne
- 1975: Medaille der Universität Lüttich
- 1979: Ehrendoktor der Universität Lüttich,
- 1991: Mitglied der Akademie der Wissenschaften in Mailand (Istituto Lombardo)
- 1993: Mitglied der Akademie europäischer Privatrechtswissenschaftler in Pavia
- 1994: Bundesverdienstkreuz I. Klasse
- 1994: Ehrennadel in Gold des Bundesverbandes der Deutschen Standesbeamten
- Zu seiner Emeritierung 1999 wurde Sturm die zweibändige Festschrift "Mélanges Fritz Sturm", Lüttich (1999) mit 113 Beiträgen in fünf Sprachen gewidmet.

## Schriften
Sturm publizierte über 500 Veröffentlichungen.
- Abalienatio. Dissertation. 1957.
- Rechtsgeschäft und verfassungswidriges Gesetz. Frankfurt am Main 1962.
- Das römische Recht in der Sicht von Gottfried Wilhelm Leibniz. Mohr Siebeck, Tübingen 1968.
- Stipulatio Aquiliana - Textgestalt und Tragweite der aquilianischen Ausgleichsquittung im klassischen römischen Recht. Habilitationsschrift. München 1972, ISBN 978-3-406-00659-3.
- mit Hans Schlosser: Die rechtsgeschichtliche Exegese. Beck, München 1972.
- Internationales Privatrecht. Begründet von Leo Raape, Band 1. 6. Auflage. 1977.
- Das neue internationale Privatrecht Liechtensteins. Ludwig-Boltzmann-Institut für Europarecht, Wien 1997, ISBN 978-3706700528.
- Die Rezeption des französischen Personenstandsrechts in Deutschland, Österreich und der Schweiz. Europa-Institut, Saarbrücken 1989.
- mit Hans Schlosser, Hermann Weber: Die rechtsgeschichtliche Exegese. 1972. 2. Auflage München 1992, ISBN 3-40634441-0.
- Das neue internationale Privatrecht Liechtensteins. Ludwig-Boltzmann-Institut für Europarecht, Wien 1997, ISBN 978-3706700528.
- mit Gudrun Sturm: Das deutsche Staatsangehörigkeitsrecht. Verlag für Standesamtswesen, Frankfurt am Main 2001.
- Theodor Mommsen. Gedanken zu Leben und Werk des großen deutschen Rechtshistorikers (= Schriftenreihe des Rechtshistorischen Museums. Heft 11). Karlsruhe 2006, ISBN 3-922596-66-5.
- Theodor Mommsen. Gesellschaft für Kulturhistorische Dokumentation, Karlsruhe 2006.
- mit Gudrun Sturm: Einleitung zum Internationalen Privatrecht. Im Großkommentar von Staudinger. Neubearbeitung 2008.
- 200 Jahre Badisches Landrecht. Gesellschaft für Kulturhistorische Dokumentation, Karlsruhe 2011.
- (Mitautor): Handwörterbuch zur Deutschen Rechtsgeschichte.